# Вейката
Вейката е най-високият връх на източнородопския рид Гюмюрджински снежник на българска теритрория с височина 1463 m над морското равнище. Намира се в землището на село Горно Къпиново, oбщина Кирково, oбласт Кърджали, като това е и най-близкия изходен пункт за покоряването му .
По билото му минава държавната граница между България и Гърция. Той е маркиран с гранична пирамида №4. Връх Вейката е и най-южната географска точка на България.
На 1 km южно от Вейката  на гръцка територия се намира най-високият връх на Гюмюрджински снежник и Източните Родопи – Картал даъ (Орлица) (1510 m).